# La Ballade de Jean Batailleur
La Ballade de Jean Batailleur est une chanson écrite par Zachary Richard et interprétée par :
1. Zachary Richard
2. Isabelle Boulay
3. Wilfred Le Bouthillier
4. Yeshe